# Ирина Федишин
Ирина Петривна Федишин (Украјински: Іри́на Петрі́вна Феди́шин, Лавов, 1. фебруар 1987.) украјинска је певачица и текстописац. 

## Биографија
Ирина Федишин је рођена 1. фебруара 1987. године у Лавову, Украјинска ССР у породици музичара. Од раног детињства је показивала интересовање за музику (кроз музичке, вокалне и сценске способности).
Са шест година, будућа певачица се окушала као водитељка. Њен отац, иако музичар, никада није сматрао музику озбиљном професијом и веровао је да ће се Ирина бавити шахом. 
Први музички инструмент био је синтисајзер, на којем је Ирина, брзо научивши да импровизује, почела да пише своје прве песме. Са тринаест година је одлучила да стекне музичко образовање и почела је да похађа музичку школу.
Учествовала је на омладинским музичким такмичењима и фестивалима, где је освајала награде.
2005. године је наступила је у полуфиналу украјинског националног избора за Песму Евровизије а 2006. и 2009. године наступила је у концертном програму „Шлагер године“.
Ирина је 2015. године победила на такмичењу песама на украјинском језику „Украјински формат“, који је по карактеристикама сличан Песми Евровизије.
2018. године учествовала је у осмој сезони ТВ емисије „Глас Украјине“.
Током пандемије коронавируса 2020. године Ирина Федишин и њен супруг су се разболели од коронавируса, што се сазнало накнадно, након њеног опоравка. У септембру 2020. представила је песму „Тамо где си ти" (укр. "Там де ти"), која је ушла у првих десет најпопуларнијих хитова на радио станицама у Кијеву и широм Украјине, а спот за ту песму је имао више од милион прегледа на Јутјубу.
Од јануара 2021. године певачица је учествовала у пројекту "Маскирана певачица Украјина" (оригинални назив "Маска") на ТВ каналу „Украјина“, али је одустала од ангажмана у четвртој епизоди.
Са почетком инвазије Русије на Украјину 2022. године, покренула је добротворни фонд. Такође, зарадом од концерата купује возила и неопходну опрему и донира војсци.

## Лични живот
У браку је са Виталијем Човником, који је по занимању продуцент. Имају двоје деце.